# Austrofundulus
Austrofundulus is een geslacht van straalvinnige vissen uit de familie van de killivisjes (Rivulidae).

## Soorten
- Austrofundulus guajira Hrbek, Taphorn & Thomerson, 2005
- Austrofundulus leohoignei Hrbek, Taphorn & Thomerson, 2005
- Austrofundulus leoni Hrbek, Taphorn & Thomerson, 2005
- Austrofundulus limnaeus Schultz, 1949
- Austrofundulus myersi Dahl, 1958
- Austrofundulus rupununi Hrbek, Taphorn & Thomerson, 2005
- Austrofundulus transilis Myers, 1932